# Tobasøen
Tobasøen (indonesisk: Danau Toba, engelsk: Lake Toba) er en sø på den indonesiske ø Sumatra. Tobasøen er verdens største kratersø. Omkring søen bor batak-folket. 
Søen er 100 km lang, 30 km bred og op til 505 m dyb. Den er dannet på grundlag af den caldera, som blev tilbage efter at supervulkanen Toba havde et voldsomt udbrud for ca. 74.000 år siden. Tobasøen og området omkring den blev udnævnt som UNESCO Global Geopark i juli 2020.

## Toba vulkanen
Udbruddet af Toba for 74,000 år siden, er bedømt til VEI 8, og er dermed det mest voldsomme vulkanudbrud i de seneste 25 millioner år. Det var så voldsomt at det havde klima-forandrende virkninger og kan endda have medført en vulkansk vinter med afgørende betydning for menneskehedens evolution, en genetisk teori kendt som "flaskehalsteorien". På trods af at aske fra udbruddet på Sumatra er fundet så langt væk som i Sydafrika og i iskerner fra boringer i Grønlands indlandsis tyder nyere undersøgelser dog på at udbruddet ikke har haft karakter af "near extinction event" som tidligere antaget.